# Villeneuve-d'Ascq
Villeneuve-d'Ascq là một xã trong vùng Hauts-de-France, thuộc tỉnh Nord, quận Lille. Tọa độ địa lý của xã là 50° 37' vĩ độ bắc, 03° 08' kinh độ đông. Villeneuve-d'Ascq nằm trên độ cao trung bình là 29 mét trên mực nước biển, có điểm thấp nhất là 19 mét và điểm cao nhất là 46 mét. Xã có diện tích 27,46 km², dân số vào thời điểm 2004 là 62.400 người; mật độ dân số là 2272 người/km².

## Thông tin nhân khẩu
| 1936   | 1954   | 1962   | 1968   | 1975   | 1982   | 1990   | 1999   | 2004   |
| ------ | ------ | ------ | ------ | ------ | ------ | ------ | ------ | ------ |
| 13 867 | 15 068 | 19 231 | 26 178 | 36 769 | 59 527 | 65 320 | 65 042 | 61 700 |

## Các thành phố kết nghĩa
- Leverkusen, Đức
- Tournai, Bỉ
- Stirling, Scotland
- Gatineau, Canada
- Iasi, România
- Ouidah, Bénin